# (35109) 1991 XM
1991 XM (asteroide 35109) é um asteroide da cintura principal. Possui uma excentricidade de 0.15235320 e uma inclinação de 14.26229º.
Este asteroide foi descoberto no dia 4 de dezembro de 1991 por Seiji Ueda e Hiroshi Kaneda em Kushiro.